# 奧里斯卡鎮區 (北達科他州巴恩斯縣)
奧里斯卡鎮區（英語：Oriska Township）是位於美國北達科他州巴恩斯縣的一個鎮區。

## 地方資料
奧里斯卡鎮區的面積為91.09平方千米，當中陸地面積為90.86平方千米，而水域面積為0.23平方千米。根據2010年美國人口普查的數據，當地共有人口65人，而人口密度為每平方千米0.71人。